# Idioma protoesquimo-aleutiano
El idioma proto-esquimoaleutiano (también llamado proto-eskaleut y proto-inuit-yupik-unang[cita requerida] es el ancestro común o protolengua reconstruida de las lenguas esquimo-aleutianas, una familia que incluye tanto a las lenguas inuit-yupik como al idioma aleutiano. Su existencia se conjeturó debido a las similitudes entre el esquimal y el aleutiano y como protolengua es aceptada entre la mayor parte de lingüistas. Durante mucho tiempo, se consideró que no se había producido una reconstrucción lingüística del proto-esquimoaleutiano, como afirmó Bomhard (2008:209). Sin embargo, Knut Bergsland había realizado una reconstrucción ya en 1986. Michael Fortescue (1998:124–125) propuso otra reconstrucción modificada, basada en gran medida en la reconstrucción del protoesquimal presentada en su Comparative Eskimo Dictionary, que coescribió junto con Steven Jacobson y Lawrence Kaplan (1994:xi).
|                   |                   | Labial | Alveolar | Alveolar | Velar | Uvular |
| simple            | palatalizada      | Labial |          |          | Velar | Uvular |
| ----------------- | ----------------- | ------ | -------- | -------- | ----- | ------ |
| Nasal             | Nasal             | m      | n        | (nʲ)     | ŋ     |        |
| Oclusiva          | Oclusiva          | p      | t        | tʲ       | k     | q      |
| Africada          | Africada          |        | c        | cʲ       |       |        |
| Fricativa         | sorda             |        | c        | cʲ       |       |        |
| Fricativa         | sonora            | v      | ð        |          | ɣ     | ʁ      |
| Fricativa lateral | Fricativa lateral |        | (ɬ)      |          |       |        |
| Aproximante       | Aproximante       |        | l        | j        |       |        |

|         | Anterior | Central | Posterior |
| ------- | -------- | ------- | --------- |
| Cerrada | i        |         | u         |
| Media   |          | ə       |           |
| Abierta |          | a       |           |

Notas:  
1. ↑    - /nʲ/ puede no haber sido distinto de */n/; Fortescue lo reconstruye por la correspondencia de "Sirenikski esquimal inicial /j/, en otros casos /n/".
2. 1 2  No está claro en la descripción de Fortescue si los sonidos representados por */c/ y */cʲ/ eran africadas [ts tsʲ] o fricativas [s sʲ].
3. ↑    - /ɬ/ puede haber sido un desarrollo posterior a partir de grupos de */l/ con una oclusiva.
4. ↑    - /j/ probablemente era un aproximante palatal completo, pero se agrupa con las alveolares palatalizadas por conveniencia.

## Posible relación con otras familias lingüísticas
No hay relaciones filogenéticas con gran aceptación entre las lenguas esquimo-aleutianas y otras familias lingüísticas, aunque se ha propuesto que sí existirían algunas posibles relaciones. Por ejemplo, Michael Fortescue publicó en 1998 un estudio detallado en Language Relations across Bering Strait en el que presenta un caso sustancial de una relación genética entre el proto-esquimoaleutiano, el yukaghir y las lenguas urálicas (véase Lenguas uralosiberianas).